# Oleksij-Nestor Naumenko

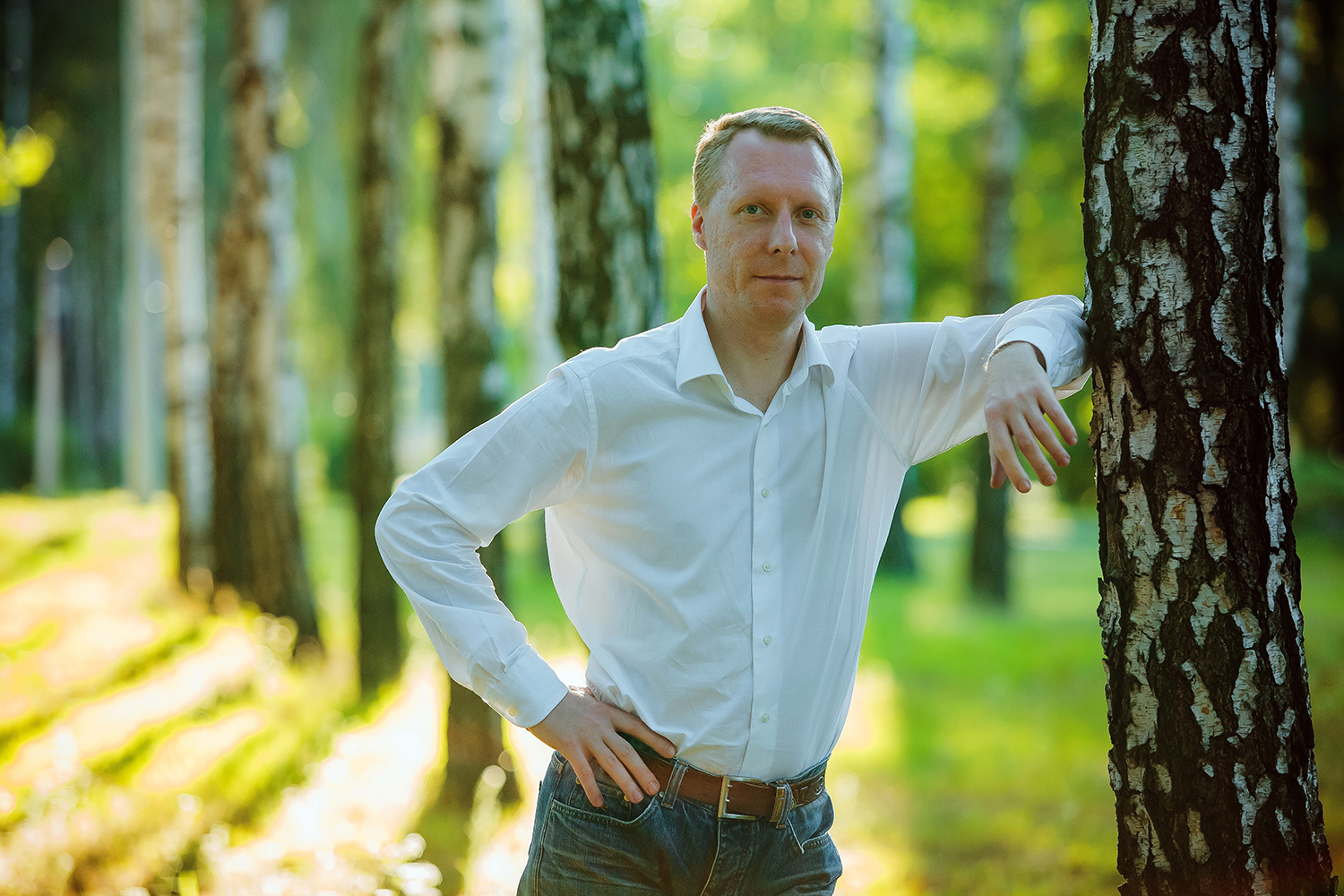
Oleksij-Nestor Naumenko

Oleksij-Nestor Naumenko (ukrainisch Олексій-Нестор Науменко; * 11. März 1973 in Kiew als Oleksij Serhijowytsch Naumenko) ist ein ukrainischer Filmregisseur, Drehbuchautor, Kameramann und Filmproduzent. Er arbeitet hauptsächlich im Bereich des Experimentalfilms, des Dokumentarfilms und der visuellen Kunst. Naumenko ist auch als Reisejournalist und Publizist tätig und schreibt über kulturelle, soziale, ethnografische und filmische Themen.

## Werdegang
Naumenko wurde in Kiew, geboren. Nach Abschluss seiner Ausbildung am Kiewer Polytechnisches Institut Ihor Sikorskyj setzte er sein Studium an der Iwan Karpenko-Karyj Nationale Universität für Theater, Kino und Fernsehen Kiew fort und schloss es im Jahr 2000 mit einem Abschluss als Film- und Fernsehregisseur ab.
Naumenko begann seine berufliche Laufbahn Mitte der 1990er Jahre als Regieassistent und Videoeditor für das Fernsehen. Später wechselte er zum unabhängigen Filmemachen und arbeitete in verschiedenen Genres und Formaten. Seine Filme behandeln Themen wie soziale Ungleichheit, die Bewahrung des kulturellen Erbe und die innere Welt eines Menschen.
Sein Werk umfasst mehr als 50 Filme, Dokumentarfilmen, Chroniken, ethnografischen Filmen und Filmen über Musik bis hin zu Kurzspielfilmen, Experimentalfilmen, Fotofilmen und Autorenfilmen.
Zu Naumenkos experimentellen Werken gehört 50 Horizonte (2023), ein abendfüllender Dokumentarfilm im Stil des Minimalismus und Absurdismus. Der Film wurde auf dem Molodist International Film Festival präsentiert und soll von den kreativen Methoden James Joyce’ und James Bennings inspiriert sein. Weitere Projekte sind die Reiseessayfilme Das Jahr der Vulkane (2018), Die Sonneninsel (2021), Die Karibik-Trilogie (2020), ein dokumentarischer Essay über Japan Der Schmetterlingsweg (2014) und eine Serie Nestors Reise-ABC, die im 2022 begann.
Naumenko hat an Orten auf der ganzen Welt gedreht. Das Jahr der Vulkane wurde auf vier europäischen Vulkanen gedreht: Vesuv und Ätna (Italien), Teide (Spanien) und Santorin (Griechenland). Die Karibik-Trilogie, zu der Mauern von Santo Domingo, Blume im Nebel und 47 gehören, wurde in Kuba und der Dominikanischen Republik gedreht. Die Sonneninsel wurde in elf Ländern auf vier Kontinenten gedreht. 50 Horizonte enthält Filmmaterial aus 21 Ländern, darunter der Ukraine, Panama, Japan, Island, Deutschland, Schweiz, Ägypten, Montenegro, Norwegen, Sri Lanka, den Malediven usw.
Die meisten Filme hat Naumenko in seinem unabhängigen Studio Nestor Film produziert.
Neben seiner Arbeit als Filmemacher ist Naumenko Fotograf und Kurator von Kunstausstellungen und performativen Projekten.
Als Publizist arbeitet Oleksij-Nestor Naumenko mit verschiedenen Presse Medien, darunter auch Filmzeitschriften, zusammen. Er ist bekannt für seine Forschungen über das Leben und Werk des Filmregisseurs Andrei Tarkowski und der berühmten ukrainischen Filmschauspieler Boryslaw Brondukow und Iwan Mykolajtschuk.

## Filmografie (Auswahl)
- 1998: Die Rose des Paracelsus (ukr. Троянда Парацельса, Kurzfilm, Adaption von Jorge Luis Borges, 17 min.)
- 1999: Melodie! (ukr. Мелодія!, Porträt und Musikdokumentation, 37 min.)
- 2008: So leben Ukrainer in Sibirien (ukr. Як українці в Сибіру живуть, ethnographischer Dokumentarfilm, 85 min.)
- 2010: Außerhalb des Kreises (ukr. За межами кола, Dokumentarfilm, 50 min.)
- 2014: Maidan-auf-dem-Blut (ukr. Майдан-на-крові, Dokumentarfilm, 36 min.)
- 2014: Der Schmetterlingsweg (ukr. Шлях метелика, Autorenfilm, 48 min.)
- 2015: Sarajevo, die Stadt der Stolpersteine (ukr. Сараєво – місто спотикання, Dokumentarfilm, 15 min.)
- 2015: Tokio, die Hauptstadt der Gegensätze (ukr. Токіо – столиця протилежностей, Dokumentarfilm, 16 min.)
- 2018: Tag des Bieres (ukr. День пива, ethnographischer Dokumentarfilm, 7 min.)
- 2018: Malé, die kleinste Hauptstadt der Welt (ukr. Малє – найменша столиця світу, Dokumentarfilm, 16 min.)
- 2018: Das Jahr der Vulkane (ukr. Рік вулканів, Dokumentarischer Essay, 30 min.)
- 2020: Mauern von Santo Domingo (ukr. Стіни Санто-Домінго, konzeptioneller Dokumentarfilm, 10 min.)
- 2020: Kuba, Blume im Nebel (ukr. Квітка в тумані, Dokumentarischer Essay, 19 min.)
- 2020: 47 (Dokumentarischer Essay, 15 min.)
- 2021: Die Sonneninsel (ukr. Сонячний острів, Dokumentarischer Essay, 69 min.)
- 2021: Wien, die Musikhauptstadt der Welt (ukr. Відень – музична столиця світу, Dokumentarfilm, 30 min.)
- 2022: Zeit, Steine zu sammeln (spa. Tiempo de juntar piedras, Porträt Dokumentarfilm, 34 min.)
- 2022: Barcelona: Träume von Stahlbeton (ukr. Барселона: Мрії залізобетону, Dokumentarischer Essay, 12 min.)
- 2023: 50 Horizonte (eng. 50 Horizons, konzeptioneller und experimenteller Dokumentarfilm, 77 min.)
- 2023: Landschaft des Vergessens (fra. Paysage de l’oubli, Experimentalfilm, 39 min.)
- 2023: Unsterblicher Hamlet (eng. Immortal Hamlet, Dokufiktion, 21 min.)
- 2023: Jerusalem: Triumph der Mauern (ukr. Єрусалим: Тріумф стін, Dokumentarischer Essay, 11 min.)
- 2023: Paris: Vögel der Liebe (ukr. Париж: Птахи кохання, Dokumentarischer Essay, 11 min.)
- 2024: 50 Treffen (ukr. 50 зустрічей, konzeptioneller und autobiografischer Dokumentarfilm, 203 min.)
- 2024: Oyama: die Unruhestifter im Schrein (ukr. Ояма: Бешкетники в храмі, ethnographischer Dokumentarfilm, 9 min.)
- 2025: Treffen mit Maksym Rylskyj (ukr. Побачення з Максимом Рильським, Chronik-Dokumentation, 37 min.)